# Ватикан во Второй мировой войне
Ватикан в годы Второй мировой войны под руководством папы Пия XII проводил политику нейтралитета. Несмотря на то что с 1943 года город Рим был оккупирован Германией, а с 1944 года — союзными войсками, Ватикан оставался свободным государством. В течение всей войны Ватикан организовывал обширную гуманитарную помощь.
По Латеранскому договору 1929 года, фашистская Италия признала суверенитет Ватикана. С того момента, Ватикан принял нейтральную внешнюю политику. К 1939 году, нейтральный Ватикан был признан тридцатью восемью странами. Накануне войны Ватикан выступал за уступки нацистской Германии, чтобы та выступила против СССР. В 1942 году Ватикан создал специальные маршруты, известные как «крысиные тропы», для бегства нацистских преступников из Европы. Первую «крысиную тропу» через Испанию проложил священник Антон Вебер.
После войны Вебер заявит, что благодаря крысиным тропам они спасли тысячи евреев, которые бежали от режима Гитлера. Также его миграционная служба якобы не знала подлинных личностей мигрантов, поэтому выходило так, что многие военные преступники воспользовались их услугами. Позже выяснится, что Вебер сильно лукавит.
Первыми бежали из Европы французский пособник нацизма журналист Шарль Леска и бельгиец Пьер Дайе, имевший связи с испанским правительством. Им помогли католические епископы Антонио Каджиано и Эжена Тиссерана.

## Внешние связи
В 1933 году Гитлер хотел устранить силы, оппозиционные нацистской партии. Для этого он подписал соглашение с Пием XII (Пачелли), работающим в Ватикане статс-секретарём, и Ватикан пошёл на уступки. Центристская часть немецких католиков подписала закон о предоставлении чрезвычайных полномочий правительству.

### Довоенные попытки посредничества
В апреле 1939 года папа Пий XII выступил с предложением посредничества на переговорах между крупными европейскими державами, находящимися на грани войны. Папа попытался заставить Польшу поддержать присоединение вольного города Данцига к нацистской Германии, на что польское правительство и посол Польши не могли пойти.
24 августа 1939 года папа Пий XII по радио предупреждал об опасности войны.

### Начало войны
Вторая мировая война началась с немецкого вторжения в Польшу. Папа Пий XII выразил одобрение католическому сопротивлению, осудил развязывание войны и гонение на Церковь. Понтифик очень осторожно составлял свои замечания, чтобы каждой из двух воюющих сторон казалось, что он поддерживает именно её. Позиционируя себя как апостола мира на планете, он превозносил мир как «высокий небесный дар, коего жаждут все добрые души», как «плод милосердия и справедливости». Призывы к миру сопровождались оговоркой, согласно которой истинный мир должен быть «справедливым». Как отмечает американский историк Дэвид Керцер, такой взгляд очень походил на позицию Гитлера и Муссолини, которые жаловались, что Версальский договор не мог привести к подлинному миру, так как, по их заявлению, не был справедливым.
В годы войны папа призывал людей к любви, милосердию и состраданию против «потопа раздора», одобрил движение сопротивления.
Пий писал о гонимой Церкви, выступал против вторжения в Польшу и убийства мирных жителей. В Польше нацисты убили более 2500 монахов и священников, многие были заключены в тюрьму.
В 1940 году нацистский министр иностранных дел Риббентроп попросил аудиенции у Пия XII и спросил — почему Папа Римский стал на сторону союзников. Пий упрекнул ему про зверства нацистов и религиозные преследования, совершенных в отношении христиан и евреев в Германии и в Польше.
В 1942 году Пий XII выступил с рождественским посланием на Радио Ватикана, в котором высказал обеспокоенность по поводу жертв нацистской политики геноцида евреев и цыган, а также высказался в защиту жертв нацистского террора. Выступление было сделано во время полного господства в Европе нацистской Германии, когда перевес в войне ещё не перешел на сторону союзников.

### Контакты с немецкой военной оппозицией
Зимой 1939−1940 годов баварский юрист Йозеф Мюллер выступил в качестве эмиссара немецкой военной оппозиции, надеясь использовать Папу в качестве посредника для связи с англичанами.
Папа встретился с Мюллером, который посетил Рим в 1939 и 1940 годах, и согласился на посредничество. Англичане согласились на переговоры при условии, что Ватикан поручится за представителя оппозиции.
После нападения Германии на Данию и Норвегию, англичане отказались от контактов с эмиссарами немецкой военной оппозиции. Оппозиция сгинула после немецкого завоевания Франции летом 1940 года, не смея выступить против Гитлера, и вернулась к деятельности в 1944 году, когда новое поколение молодых офицеров решило при очевидном скором поражении Германии поменять сторону и выступить против нацистов.
В конце 1942 года Муссолини послал своего зятя, графа Чиано, послом в Ватикан. В 1943 году немцы предполагали возможность переговоров о заключении сепаратного мира. В конце войны Пий XII стремился не допустить бомбардировки Рима и протестовал против сброса англичанами листовок с самолётов над Римом.

## Холокост
В июне 1942 года Пий протестовал против массовых депортаций евреев из Франции, выразил обеспокоенность по поводу убийств «сотен тысяч» за их принадлежность к определённой нации.
Папа Римский призывал католическую церковь оказывать поддержку евреям от депортации их нацистами.
С 1943 года Пий поручил своему представителю принять все необходимые меры для поддержки болгарских евреев, которым грозит депортация. Было принято решение о перевозке тысяч детей из Болгарии в Палестину. В 1944 году Пий напрямую обратился к венгерскому правительству, чтобы остановить депортацию евреев из Венгрии.
После смерти Пий получил высокую оценку властей Израиля и мировых лидеров за его активную позицию во время войны. Однако его настойчивость в вопросе нейтралитета Ватикана и неспособность назвать нацистский режим преступным стали основанием для последовавших позднее критических замечаний.
С 1943 года Ватикан предоставлял убежище военным.